# Селище (Броварський район)
 Се́лище — село в Україні, у Баришівській селищній громаді Броварського району Київської області. Населення — 944 особи.
Розташоване на місці давньослов'янського поселення на лівому березі Трубіжу за 46 км від районного центру — м. Бровари.

## Історія
Археологи дослідили на території села майстерню ювеліра часів Русі.

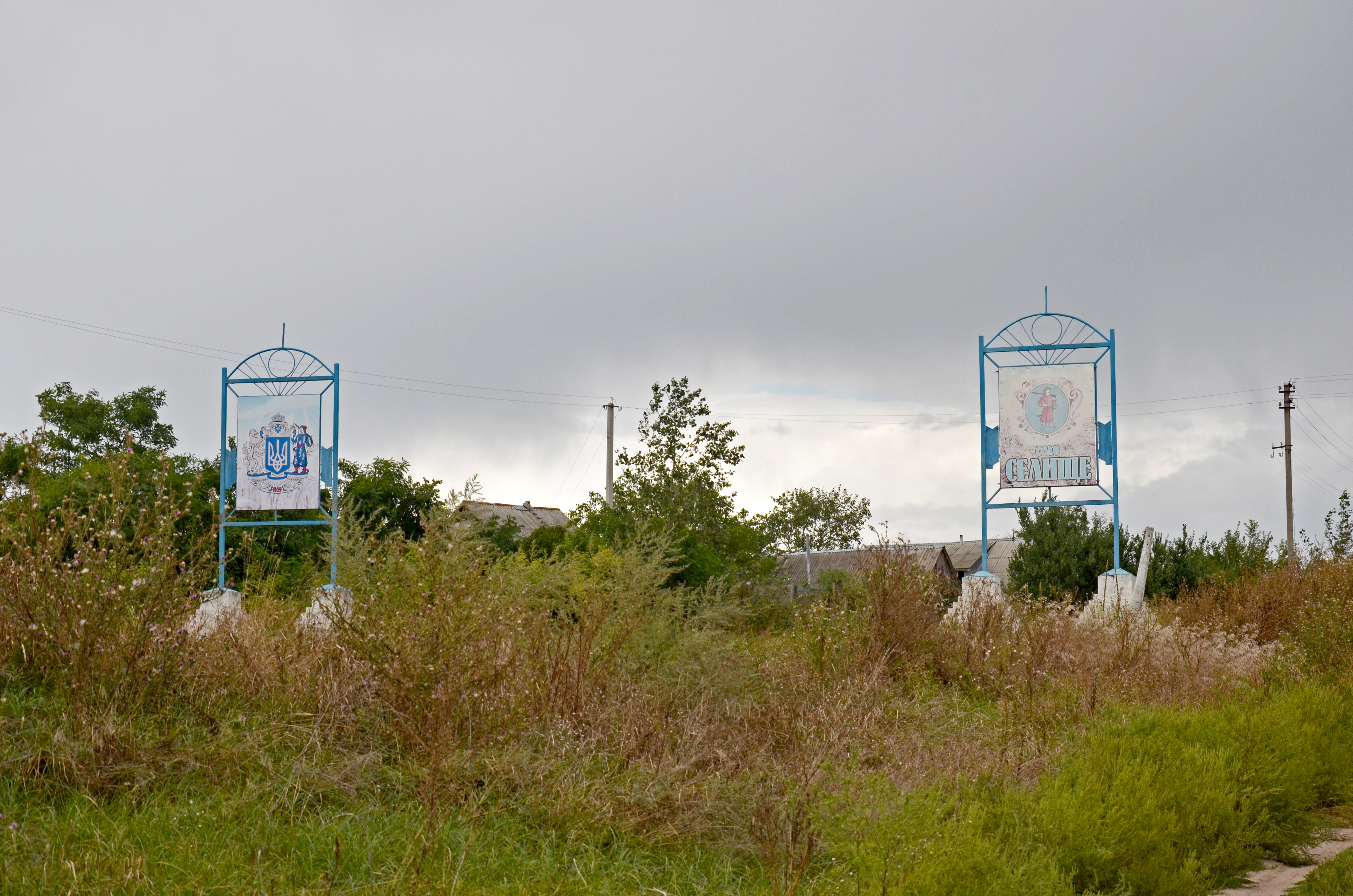
В'їзд в село

За Гетьманщини, до 1781 року Селище було у складі Баришівської сотні Переяславського полку.
З 1756 року діяла Георгіївська церква
З ліквідацією Гетьманщини, Селище перейшло до складу Остерського повіту Київського намісництва. За описом 1787 року у Селищі була 491 особа, село у володінні «казених людей», козаків і власника полковника Андрія Іваненка
Від початку XIX ст. Селище у складі Переяславського повіту Полтавської губернії.
Є на мапі 1816 року

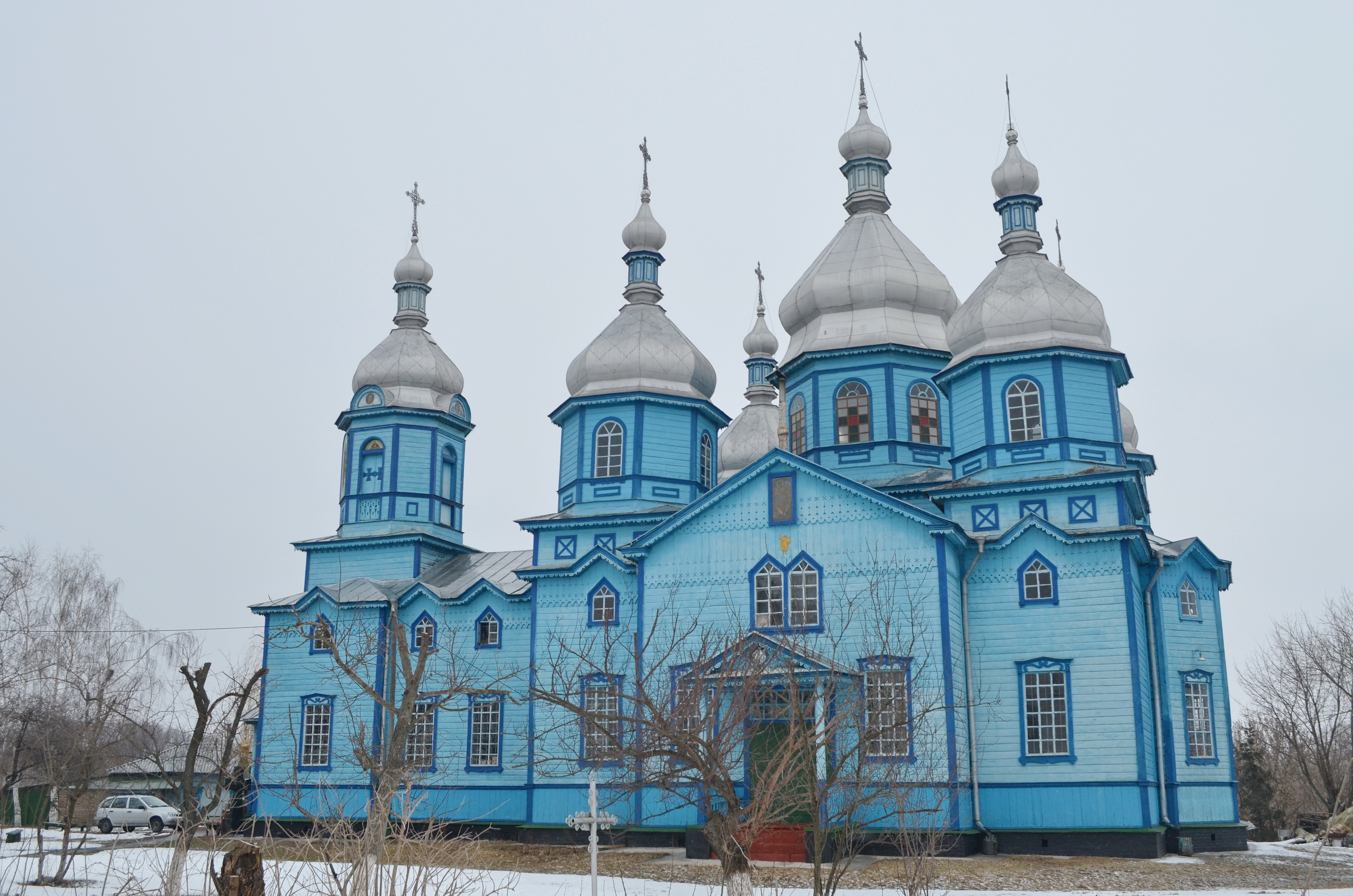
Селище. Церква св. Георгія. 1909-13

Станом на 1885 рік у колишньому державному та власницькому селі Баришівської волості Переяславського повіту Полтавської губернії мешкало 1396 осіб, налічувалось 262 дворових господарства, існували православна церква, 2 постоялих будинки, лавка, 54 вітряних млини, маслобійний завод.
За переписом 1897 року кількість мешканців зросла до 1518 осіб (728 чоловічої статі та 790 — жіночої), з яких 1501 — православної віри.
1910 року - село Баришівської волості Переяславського повіту Полтавської губернії, 343 господарства, 1695 мешканців.
Село населяли земельні козаки, які в 1914 році збудували найкращу церкву в околицях[джерело?].
Станом на 1923 рік у селі Cелище Баришівського району Київського округу проживало 1802 особи.
У 1929 році в селі почався масовий колгоспний рух.

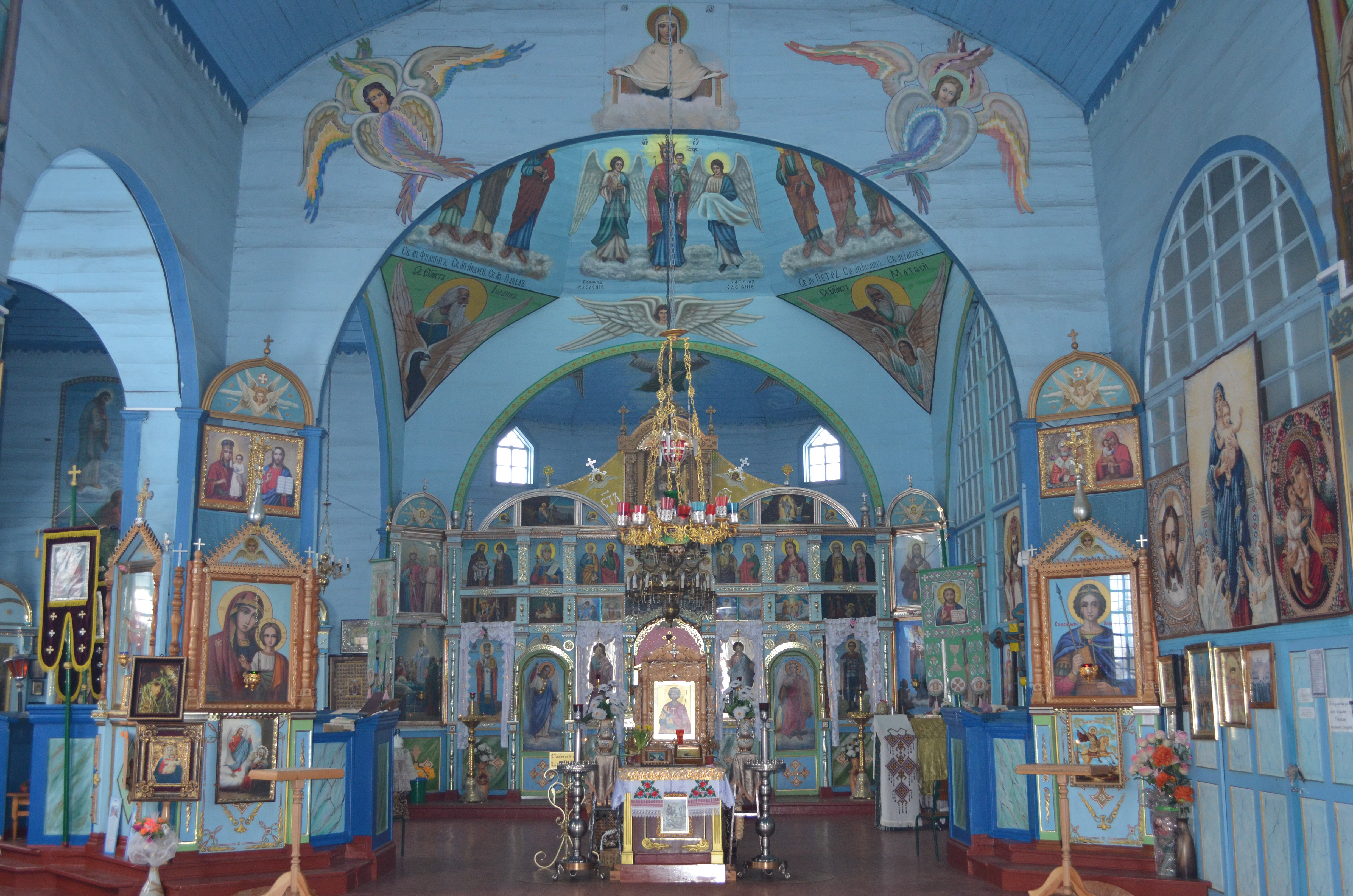
Селище. Дивовижний інтер'єр дерев'яного храму

У 1930 році у Селищі створюється перший колгосп імені Паризької Комуни, першим головою якого став Пушня Ф. П. До нього увійшло 170 дворів і 510 осіб. Потім у тому ж році був створений колгосп ім. Т. Г. Шевченка. Головою колгоспу був обраний Кириленко І. А., куди вступило 67 дворів і 190 осіб. В сільській школі навчалось 130—150 дітей.
За роки радянської влади село постраждало від репресій та Голодомору.
В селі діє середня школа, є бджолярська організація і кінологічна служба. Поряд з селом невеличкий лісок.
З 1960-х в селі проживає і служить відомий священник і дисидент Михайло Макєєв.
На околиці поселення створене так зване чорнобильське містечко, де побудовані типові будинки для переселенців із Зони відчуження.
До 12 червня 2020 року було центром Селищанської сільської ради.

## Населення
Згідно з переписом УРСР 1989 року чисельність наявного населення села становила 985 осіб, з яких 432 чоловіки та 553 жінки.
За переписом населення України 2001 року в селі мешкало 939 осіб.

### Мова
Розподіл населення за рідною мовою за даними перепису 2001 року:
| Мова       | Відсоток |
| ---------- | -------- |
| українська | 96,93 %  |
| російська  | 2,97 %   |
| білоруська | 0,11 %   |

## Пам'ятки
- Церква св. Георгія.